# 环辛二烯氯化铱二聚体
环辛二烯氯化铱二聚体是一种有机铱化合物，分子式为[Ir(μ2-Cl)(COD)]2，其中COD是1,5-环辛二烯（C8H12）。它是红橙色固体，可溶于有机溶剂。该络合物是其他铱络合物的前体，其中有一些可用于均相催化。该固体在空气中稳定，但其溶液在空气中会降解。

## 制备、结构和反应
将溶于醇溶剂中的水合三氯化铱和环辛二烯加热，可制得这个化合物。过程中，Ir(III)被还原成Ir(I)。
就分子结构而言，与其他d8复合物一样，铱中心是正方形平面。Ir2Cl2中心呈折叠形状，二面角为86°。该分子以黄橙色和红橙色同质异形体结晶，其中第二个较为常见。
环辛二烯氯化铱二聚体广泛用作其他铱络合物的前体，其中Crabtree催化剂较为人熟知。氯配体也可以替换成甲醇盐，得到环辛二烯甲醇铱二聚体（Ir2(OCH3)2(C8H12)2）。环辛二烯配体在(C8H8)IrL2]+之类的阳离子络合物中容易异构化。